# Santa Cruz das Palmeiras
Santa Cruz das Palmeiras é um município brasileiro do estado de São Paulo. Sua população conforme o Censo 2022 (IBGE) era de 28.864 habitantes.

## História
A origem do município de Santa Cruz das Palmeiras está ligada ao povoamento iniciado em 1870.
Conforme os registros locais, Manuel Valério do Sacramento providenciou a construção de uma pequena capela em 03/05/1876, em homenagem a Santa Cruz. A vila que se formou em torno da capela passou a ser conhecida como Santa Cruz dos Valérios e progrediu com a edificação de diversas casas.
A doação de terras de uma fazenda chamada "Palmeiras" (supõe-se que devido à abundância de palmeiras no local), proposta pela Condessa Maria Eugênia Monteiro de Barros, então proprietária de parte da fazenda, impulsionou o surgimento da cidade. Isso levou à combinação dos nomes, resultando em Santa Cruz das Palmeiras.
Em 10/08/1881, tornou-se uma freguesia do município de Casa Branca com o nome de Santa Cruz das Palmeiras. Com a obtenção do estatuto de vila em 20/03/1885, Santa Cruz das Palmeiras começou a prosperar.

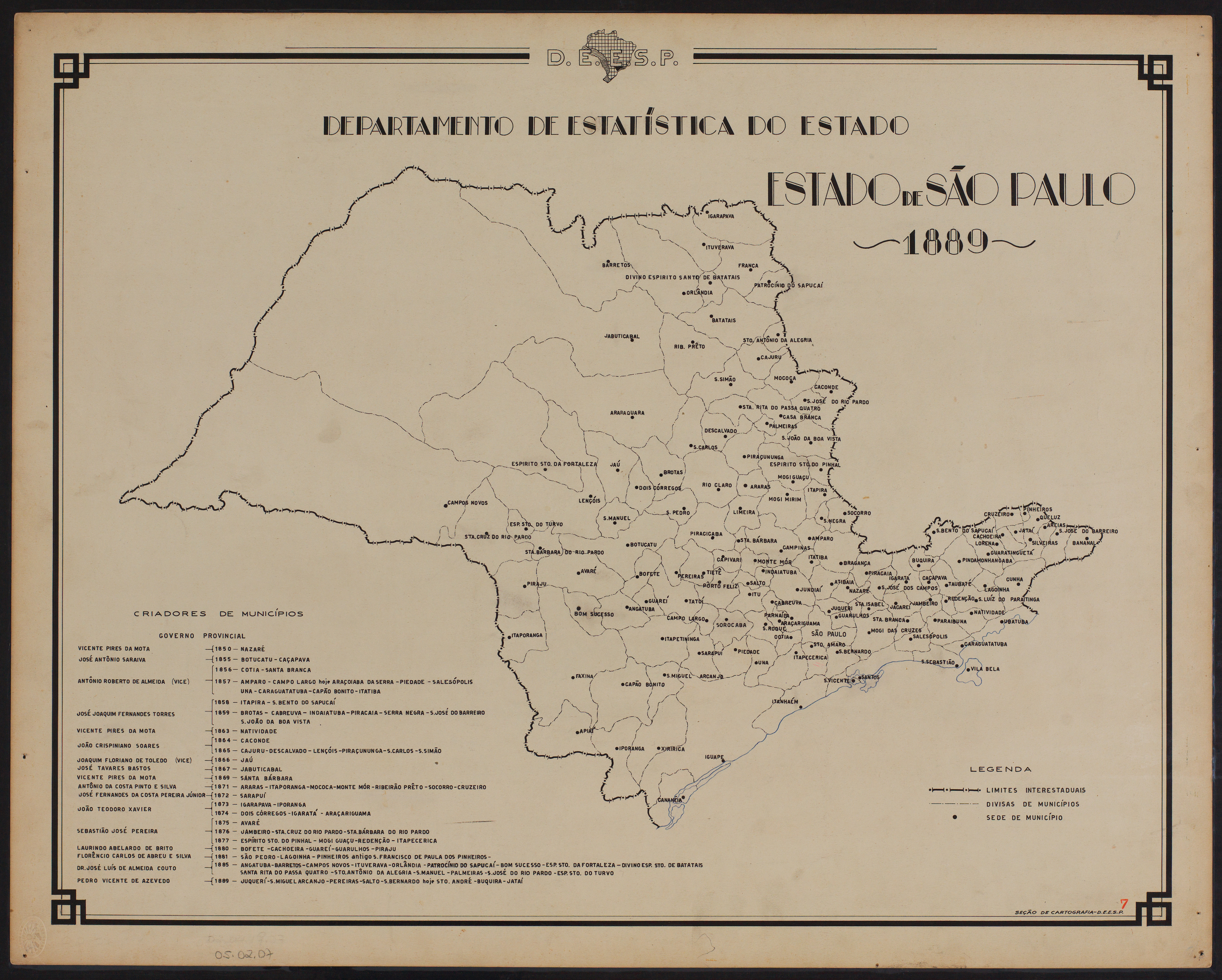
Estado de São Paulo (1889).

Posteriormente, em 20/12/1905, o nome do município foi alterado para Palmeiras e, em 30/01/1944, retomou o nome de Santa Cruz das Palmeiras.
Um dos principais impulsionadores de seu rápido progresso foi o solo constituído por terras roxas, que propiciou o desenvolvimento de cafezais. Isso fez com que o município se destacasse como um dos maiores produtores no oeste paulista. Por volta de 1905 a 1906, as atividades comerciais e industriais já eram evidentes na cidade. De acordo com os registros do "Almanaque Palmeirense" dessa época, estima-se que a população fosse de cerca de 21.000 habitantes, sendo a colônia italiana predominante.
No entanto, as crises do café nos anos subsequentes provocaram uma recessão econômica na localidade, levando ao êxodo de sua população. Somente mais tarde, após a instalação de usinas açucareiras em Pirassununga, um município vizinho, as atividades agrícolas foram reestimuladas, com o cultivo da cana-de-açúcar e outros produtos relevantes para sua economia, como algodão e laranja.
Após a instalação de usinas de café e açúcar nas regiões circunvizinhas, o município recuperou seu apelo e, até os dias atuais, continua sendo um dos principais destinos para trabalhadores rurais, a maioria dos quais são do Nordeste, que buscam melhores condições e empregam-se no cultivo e colheita de cana, laranja, cebola, algodão e café nas usinas e fazendas do próprio município ou de seus arredores.

## Geografia
Localiza-se a uma latitude 21º49'37" sul e a uma longitude 47º14'55" oeste, estando a uma altitude de 635 metros.

### Rodovias
- SP-201
- SP-215

## Demografia

### População
| Crescimento populacional                             | Crescimento populacional | Crescimento populacional | Crescimento populacional |
| Ano                                                  | População Total          |                          | %±                       |
| ---------------------------------------------------- | ------------------------ | ------------------------ | ------------------------ |
| 1890                                                 | 6 797                    |                          | —                        |
| 1900                                                 | 8 474                    |                          | 24,7%                    |
| 1910                                                 | 16 024                   |                          | 89,1%                    |
| 1920                                                 | 12 784                   |                          | −20,2%                   |
| 1925                                                 | 14 131                   |                          | 10,5%                    |
| 1929                                                 | 17 819                   |                          | 26,1%                    |
| 1934                                                 | 9 858                    |                          | −44,7%                   |
| 1937                                                 | 10 539                   |                          | 6,9%                     |
| 1940                                                 | 8 367                    |                          | −20,6%                   |
| 1946                                                 | 9 365                    |                          | 11,9%                    |
| 1950                                                 | 8 555                    |                          | −8,6%                    |
| 1958                                                 | 8 899                    |                          | 4,0%                     |
| 1960                                                 | 10 440                   |                          | 17,3%                    |
| 1970                                                 | 13 000                   |                          | 24,5%                    |
| 1980                                                 | 16 085                   |                          | 23,7%                    |
| 1991                                                 | 21 819                   |                          | 35,6%                    |
| 2000                                                 | 25 556                   |                          | 17,1%                    |
| 2010                                                 | 29 932                   |                          | 17,1%                    |
| 2022                                                 | 28 864                   |                          | −3,6%                    |
| Est. 2024                                            | 29 525                   | [ 6 ]                    | 2,3%                     |
| Fontes: Censos Demográficos IBGE e Estimativas SEADE |                          |                          |                          |

## Infraestrutura

### Comunicações
O sistema de telefones automáticos foi inaugurado na cidade em 1967 pela Cia. Telefônica Média Mogiana. Já o sistema de discagem direta à distância (DDD) foi implantado em 1981 pela Telecomunicações de São Paulo (TELESP) com o código de área (0196).
Na década de 90 o código DDD da cidade foi alterado para (019), para padronização do sistema telefônico com a telefonia celular que estava sendo implantada em todo o estado.

## Cultura e lazer

### Esportes
O Esporte Clube Palmeirense foi um clube de futebol do município e é considerado como um dos mais antigos do estado de São Paulo, com a fundação por volta de 1907. Disputou os campeonatos estaduais de futebol profissional da segunda e terceira divisões entre as décadas de 1970 e 1980. Apesar de atualmente não possuir mais um time ativo, o clube ainda mantém a estrutura do estádio preservada, utilizando da mesma para eventos recreativos.

## Religião
O Cristianismo se faz presente na cidade da seguinte forma:

### Igreja Católica
O município pertence à Diocese de São João da Boa Vista, sendo dividido em três paróquias: a Paróquia Santa Cruz, a Paróquia Santa Rita de Cássia e a Paróquia Nossa Senhora do Rosário.

### Igrejas Evangélicas
Entre as igrejas protestantes históricas, pentecostais e neopentecostais, encontram-se na cidade:
- Assembleia de Deus Ministério do Belém.[16][17]
- Congregação Cristã no Brasil.[18]